# 濱野純
濱野 純 (はまの じゅん、英語: Junio C Hamano) は、カリフォルニア在住の日本のソフトウェアエンジニアである。現在はGoogleに勤務している。2005年7月26日（最初のリリースから2ヶ月後）からGitのメンテナーであることで知られている。リーナス・トーバルズは、Gitが大きく成功した要因の一つに濱野の貢献があったと認識しており、メンテナーとして彼を信頼していると述べた。